# Fighting Soccer
Fighting Soccer è un videogioco di calcio pubblicato nel 1988 come arcade da SNK e nel 1989 per gli home computer Amiga, Amstrad CPC, Atari ST, Commodore 64 e ZX Spectrum da Activision.

## Modalità di gioco
Il campo è visto dall'alto, orientato in verticale, con scorrimento dello schermo in verticale e più limitatamente in orizzontale. Ogni squadra ha 6 calciatori in campo compreso il portiere, e quello attualmente controllato dal giocatore viene selezionato automaticamente.
La principale particolarità di Fighting Soccer è la possibilità di orientare il tiro in una direzione diversa rispetto a quella in cui si corre, rappresentata da una freccia che ruota attorno al calciatore in modo indipendente dai suoi movimenti. Nella versione arcade la freccia si controlla grazie a un joystick con la manopola girevole, che può ruotare su sé stessa oltre a inclinarsi. Su computer è possibile selezionare tra due modalità: una più semplice con solo joystick, in cui si tira nella direzione in cui si corre, e una con joystick e tastiera, in cui il joystick muove il giocatore e due tasti controllano indipendentemente la rotazione della freccia per il tiro.
Con la palla in possesso si possono effettuare tiri corti o lunghi, e in difesa salti per il colpo di testa o scivolate. Le partite durano un massimo di 4.10 minuti (a seconda delle impostazioni della scheda) e le regole sono ridotte alla presenza di rimesse laterali, calci d'angolo e rimesse dal fondo.
Si gioca una serie di cinque incontri che rappresentano un torneo olimpico a eliminazione diretta. Il giocatore controlla sempre il Regno Unito e affronta altre squadre nazionali di difficoltà crescente in ordine prestabilito. In caso di sconfitta o pareggio si ha il game over. Si può giocare anche in multigiocatore, con due giocatori l'uno contro l'altro oppure nella stessa squadra in simultanea contro il computer.